# Mesechinus
Mesechinus é um gênero mamífero da família Erinaceidae.

## Espécies
- Mesechinus dauuricus (Sundevall, 1842)
- Mesechinus hughi (Thomas, 1908)